# Musaranya de Hayden
La musaranya de Hayden (Sorex haydeni) és una espècie de mamífer de la família de les musaranyes que es troba a les praderies canadenques i al Mig Oest dels Estats Units.